# Mnajdra
Mnajdra je kompleks megalitskih hramova u južnom dijelu otoka Malte, nasuprot otoka Filfla. 
Kompleks se sastoji od tri građevine koje čine jednu cjelinu, i sagrađen je u 4. tisućljeću pr. Kr. Arheološka iskapanja na ovom lokalitetu počela su 1840. svega godinu dana nakon otkrića megalitskog lokaliteta Ħaġar Qim svega 500 metara dalje.
Godine 1992., UNESCO je uvrstio ovaj lokalitet na svoju listu Svjetske baštine zajedno s još 5 megalitskih lokaliteta na Malti, i označio ih zajedničkim imenom Megalitski malteški hramovi.
Iznad lokaliteta je 2009. podignut zaštitni šator. Na naličju malteških kovanica od 1, 2 i 5 euro centi nalazi se upravo gravura koja predstavlja Mnajdru.
Ovaj kompleks je organiziran oko kružnog dvorišta s tri združena hrama iznad strmine prema moru. Desni je sličnog oblika kao ostali malteški hramovi, lijevi je trolisni s originalnim ukrasima od udubljenja i trostrukim ulazom. Srednji i najmlađi hram, uklopljen između postojeća dva, ima četiri apside i nišu, konkavno pročelje, trilitonski portal, oltarnu klupu i ortostate. Ovaj treći hram je poravnan sa sunčevim suncostajom i ravnodnevicom tako da prve zrake sunca ljetnog suncostaja osvijetle rub dekoriranog megalita između prve dvije apside, dok se isto događa s dekoriranim megalitom između druge dvije apside tijekom šimskog suncostaja. Tijekom ravnodnevica sunčeve zrake kroz portal osvijetljavaju najdalju nišu u središnjoj apsidi.